# AC Bellinzona
Die Associazione Calcio Bellinzona ist ein Fussballverein aus der Stadt Bellinzona im Tessin. Der 1904 gegründete Verein spielt seit der Saison 2022/23 in der Challenge League, der zweithöchsten Schweizer Liga.

## Vereinsgeschichte
Der Verein wurde 1904 als Football Club Bellinzona gegründet. Im Folgejahr spaltete sich der FC Bellinzona in den FC Ticino und den FC Elvezia. 1906 fusionierten die beiden Vereine wiederum und brachten den FC Juventus hervor, der 1909 wieder den Namen FC Bellinzona annahm. 1913 erfolgte die Aufnahme in den Schweizerischen Fussballverband. Den heutigen Namen, AC Bellinzona, nahm der Verein nach der Fusion mit der AC Daro im Jahr 1926 an.
Der grösste Erfolg in der Vereinsgeschichte war der Gewinn der Schweizer Fussballmeisterschaft 1948. Ausserdem stand die AC Bellinzona dreimal im Cupfinal. In der Saison 2007/08 gewann die AC Bellinzona das Barrage-Hinspiel um den Aufstieg gegen den FC St. Gallen mit 3:2. Das Rückspiel gewann die AC Bellinzona mit 2:0 und stieg somit mit einem Gesamtscore von 5:2 in die Super League auf.
Am Ende der Saison 2010/11 stieg die AC Bellinzona in die Challenge League ab. Das Barrage-Rückspiel gegen Servette FC Genève endete nach einem 1:0 in Bellinzona mit 3:1, Gesamtscore 3:2 für den Servette FC.
Am 22. April 2013 wurde der Konkurs über die mit 8,5 Mio. Franken verschuldete AC Bellinzona eröffnet. Mitte Mai 2013 widerrief das Tessiner Appellationsgericht den Konkurs. Für die Saison 2013/14 wurde dem Verein nur eine Lizenz für die 1. Liga Promotion erteilt, wodurch ein Abstieg in Kauf genommen werden musste. Bis zum 9. August 2013 hätten geschätzte Schulden von 3,3 Mio. Euro zurückgezahlt werden müssen, um den Konkurs zu verhindern.
Am 17. September 2013 nahm das Konkursgericht die Mannschaften aus dem Meisterschaftsbetrieb, wodurch die AC Bellinzona am Tabellenende geführt wurde und sämtliche Punkte annulliert wurden. Die Aktiengesellschaft inklusive der Profimannschaft wurde aufgelöst.
Im März 2014 nahm der Tessiner Fussballverband einen Antrag an, wonach die AC Bellinzona auf die Saison 2014/15 hin in der 2. Liga, der höchsten Regionalliga, statt der 5. Liga neu anfangen durfte. Hierfür wurde die Teilnehmerzahl kurzerhand vorübergehend für eine Saison auf 15 angehoben.
Nach zwei Aufstiegen spielte die AC Bellinzona seit der Saison 2016/17 in der 1. Liga. Nachdem man 2017 den nächsten Aufstieg in die Promotion League verpasst hatte, gelang dies ein Jahr später nach Siegen gegen die Black Stars Basel und Red Star Zürich. Die Saison 2021/22 beendete der Verein als Meister der Promotion League und stieg damit in die Challenge League, die zweithöchste Spielklasse, auf.

## Erfolge
- 1× Schweizer Meister: 1947/48
- Schweizer Cup: Finalist 1961/62, 1968/69, 2007/08
- 3× NLB-Meister: 1975/76, 1979/80, 1999/00
- Aufstieg in die NLA: 1943/44, 1963/64, 1966/67, 1975/76, 1979/80, 1985/86, 2007/08
- 3× Meister der 1. Liga: 1943/44, 1998/99, 2017/18
- UEFA-Cup: Erreichen der ersten Hauptrunde 2008/09

## Ewige Tabelle
Die AC Bellinzona liegt derzeit auf dem 18. Rang der ewigen Tabelle der höchsten Fussball-Liga der Schweiz.

## Europacup-Bilanz
In der Saison 2008/09 feierte die AC Bellinzona ihre Premiere auf internationaler Ebene. Als Cupfinalist 2008 erlangte man die Startberechtigung für den UEFA-Cup, da der Cupsieger FC Basel als Meister bereits für die Champions League qualifiziert war. Die Heimspiele der Qualifikationsrunde trugen die Tessiner im nicht weit entfernten Luganeser Stadio di Cornaredo aus, der Heimspielstätte des Erzrivalen AC Lugano, da das eigene Stadio Comunale nicht den UEFA-Standards entsprach. In der ersten Hauptrunde wechselte man ob des erwartet grösseren Zuschauerzuspruchs nach Basel in den St. Jakob-Park.
In der ersten Hauptrunde war für die AC Bellinzona Endstation gegen den türkischen Spitzenclub Galatasaray Istanbul.
| Saison  | Wettbewerb | Runde                  | Gegner                | Gesamt    | Hin     | Rück     |
| ------- | ---------- | ---------------------- | --------------------- | --------- | ------- | -------- |
| 2008/09 | UEFA-Cup   | 1. Qualifikationsrunde | FC Ararat Jerewan     | 4:1       | 1:0 (A) | 03:1 (H) |
| 2008/09 | UEFA-Cup   | 2. Qualifikationsrunde | Dnipro Dnipropetrowsk | (a)4:4(a) | 2:3 (A) | 02:1 (H) |
| 2008/09 | UEFA-Cup   | 1. Runde               | Galatasaray Istanbul  | 4:6       | 3:4 (H) | 01:2 (A) |

Gesamtbilanz: 6 Spiele, 3 Siege, 3 Niederlagen, 12:11 Tore (Tordifferenz +1)

## Ehemalige Spieler
- Mika Aaltonen
- Amauri
- Igor Budan
- Horst Buhtz
- Mark Edusei
- Wilfried Hannes
- Cristian Ianu
- Luca Iodice
- Matuzalém
- Cyrille Pouget
- Gilbert Rey
- Gerardo Seoane
- Kubilay Türkyılmaz
- Olaf Janßen

Weitere Spieler sind in der Kategorie:Fußballspieler (AC Bellinzona) zu finden.

## Stadion
Das Stadio Comunale fasst 5000 Zuschauer, davon 600 auf Sitzplätzen. Das Stadion wurde für die Super League angepasst, so dass die AC Bellinzona spielberechtigt ist.